# Ctenoplus girardianus
Ctenoplus girardianus is een keversoort uit de familie kniptorren (Elateridae). De wetenschappelijke naam van de soort is voor het eerst geldig gepubliceerd in 2006 door Fuller & Platia.